# Référendum constitutionnel irakien de 2005
 (février 2009).
Si vous disposez d'ouvrages ou d'articles de référence ou si vous connaissez des sites web de qualité traitant du thème abordé ici, merci de compléter l'article en donnant les références utiles à sa vérifiabilité et en les liant à la section « Notes et références ».
Le référendum sur la constitution de l'Irak a eu lieu le 15 octobre 2005.
63 % des inscrits ont participé à cette consultation démocratique, malgré les tentatives d'intimidation qui ont fait quatre morts dans tout le pays. 
Les résultats sont connus le 24 octobre 2005 : la Constitution est acceptée par 78 % des Irakiens mais largement rejetée dans les trois grandes provinces arabes sunnites (Ninive, Salah ad-Din et Al-Anbar) du pays.  
La Commission électorale indépendante située à Bagdad affirme que les règles internationales de la démocratie ont été respectées.

## Positions politiques
- Front national irakien du dialogue (sunnite): pour le NON
- Parti islamique irakien (membre du Front d'accord irakien (en), l'autre grande coalition sunnite arabe): le PII fait campagne pour le NON, mais à la suite d'un accord de dernière minute, appelle à voter OUI